# Luigi Grassi (politico 1904)
Luigi Grassi (Torino, 7 dicembre 1904 – Torino, 17 luglio 1975) è stato un politico, antifascista e partigiano italiano.

## Biografia
Nacque a Torino in una famiglia di operai. Nel 1918 aderì al Partito Socialista Italiano, e divenne giovane collaboratore della rivista L'Ordine Nuovo diretta da Antonio Gramsci. Nel 1921 si iscrisse alla nuova formazione politica del Partito Comunista d'Italia e nel 1925 iniziò a scrivere articoli per "Avanguardia", giornale dei giovani comunisti milanesi. Arrestato per attività antifascista nel 1927 venne condannato a 18 mesi di reclusione. Scarcerato, assunse la guida della federazione giovanile del partito assieme ad Umberto Massola. Nel 1931 fu eletto nel comitato centrale ed assunse la direzione dell'attività di propaganda. Si trasferì a Mosca, utilizzando lo pseudonimo di "Magro"; rimase in Unione Sovietica fino al 1935. Rientrò in Italia venendo arrestato nuovamente nel 1937; scontò la pena in carcere fino al 1943. Scarcerato a seguito dell'Armistizio dell'8 settembre, aderì alla Resistenza.
Al termine del conflitto ricoprì ruoli di dirigenza nel Partito Comunista Italiano e venne eletto nel 1948 nella I Legislatura della Repubblica. 
Riposa nel mausoleo del PCI al cimitero del Verano, a Roma.